# Bolzano
Bolzano (pronunțat în italiană /bolˈtsano/ sau, uneori și /bolˈdzano/, în germană Bozen și pronunțat /ˈbo.tsən/, istoric și Botzen; în ladină: Balsan sau Bulsan; în latină Bauzanum), este un oraș situat în nordul Italiei. Este capitala provinciei autonome Bolzano, numită și Tirolul de Sud din regiunea autonomă Trentino-Tirolul de Sud.

## Demografie
Bolzano - evoluția demografică

|  | Graficele sunt indisponibile din cauza unor probleme tehnice. Mai multe informații se găsesc la Phabricator și la wiki-ul MediaWiki. |

Date: Recensăminte sau birourile de statistică - grafică realizată de Wikipedia

## Clima
| Date climatice pentru Bolzano | Date climatice pentru Bolzano | Date climatice pentru Bolzano | Date climatice pentru Bolzano | Date climatice pentru Bolzano | Date climatice pentru Bolzano | Date climatice pentru Bolzano | Date climatice pentru Bolzano | Date climatice pentru Bolzano | Date climatice pentru Bolzano | Date climatice pentru Bolzano | Date climatice pentru Bolzano | Date climatice pentru Bolzano | Date climatice pentru Bolzano |
| Luna                          | Ian                           | Feb                           | Mar                           | Apr                           | Mai                           | Iun                           | Iul                           | Aug                           | Sep                           | Oct                           | Nov                           | Dec                           | Anual                         |
| ----------------------------- | ----------------------------- | ----------------------------- | ----------------------------- | ----------------------------- | ----------------------------- | ----------------------------- | ----------------------------- | ----------------------------- | ----------------------------- | ----------------------------- | ----------------------------- | ----------------------------- | ----------------------------- |
| Maxima medie °C (°F)          | 5.9 (42,6)                    | 9.3 (48,7)                    | 14.6 (58,3)                   | 18.8 (65,8)                   | 23.2 (73,8)                   | 26.8 (80,2)                   | 29.2 (84,6)                   | 28.3 (82,9)                   | 24.8 (76,6)                   | 18.7 (65,7)                   | 11.0 (51,8)                   | 6.5 (43,7)                    | 18,09 (64,57)                 |
| Media zilnică °C (°F)         | 0.3 (32,5)                    | 3.5 (38,3)                    | 8.1 (46,6)                    | 12.1 (53,8)                   | 16.2 (61,2)                   | 19.8 (67,6)                   | 22.0 (71,6)                   | 21.4 (70,5)                   | 18.0 (64,4)                   | 12.1 (53,8)                   | 5.4 (41,7)                    | 1.1 (34)                      | 11,67 (53)                    |
| Minima medie °C (°F)          | −5.4 (22,3)                   | −2.4 (27,7)                   | 1.5 (34,7)                    | 5.3 (41,5)                    | 9.2 (48,6)                    | 12.7 (54,9)                   | 14.8 (58,6)                   | 14.5 (58,1)                   | 11.2 (52,2)                   | 5.5 (41,9)                    | −0.3 (31,5)                   | −4.4 (24,1)                   | 5,18 (41,33)                  |
| Precipitații mm (inches)      | 25.6 (1.008)                  | 26.4 (1.039)                  | 44.6 (1.756)                  | 52.6 (2.071)                  | 82.2 (3.236)                  | 80.6 (3.173)                  | 92.5 (3.642)                  | 92.0 (3.622)                  | 67.3 (2.65)                   | 56.5 (2.224)                  | 54.7 (2.154)                  | 26.6 (1.047)                  | 701,6 (27,622)                |
| Nr. mediu de zile ploioase    | 4.1                           | 4.1                           | 5.5                           | 7.1                           | 9.5                           | 8.6                           | 9.2                           | 8.6                           | 6.4                           | 5.4                           | 5.9                           | 3.9                           | 78,3                          |
| Ore însorite                  | 102.3                         | 120.4                         | 148.8                         | 159.0                         | 176.7                         | 201.0                         | 232.5                         | 213.9                         | 180.0                         | 151.9                         | 102.0                         | 96.1                          | 1.884,6                       |
| Sursă: Hong Kong Observatory  |                               |                               |                               |                               |                               |                               |                               |                               |                               |                               |                               |                               |                               |